# Korongállatka
A korongállatka (Trichoplax adhaerens) az állatok egy törzsét alkotó korongállatkák legkorábban felfedezett faja. A régebbi rendszertanok a szivacsokkal (Porifera) együtt az álszövetes állatok (Parazoa) alországába sorolták, mára azonban világossá vált, hogy a csoport parafiletikus, ezért nem kezelendő taxonként.
Bár több mint egy évszázadig a korongállatkák törzséből csak a Trichoplax adhaerenst ismerték, 2018-ban kiderült, hogy nem a Trichoplax adhaerens az egyetlen korongállatkafaj, ekkor fedezték fel a Hoilungia hongkongensist.

## Származásuk, elterjedésük
A hagyományos rendszertanok másodlagosan leegyszerűsödött szervezeteknek tekintették (a törzs monospecifikus jellege miatt nagy bizonytalansággal). E szemléletből következően testvércsoportjuknak a csalánozókat (Cnidaria) tekintették. A 2000-es években végzett genetikai vizsgálatok azonban kimutatták, hogy a korongállatka ősei jóval korábban, a bordásmedúzák (Ctenophora) után másodikként különülhettek el az állatvilág törzsfáján. E koncepció értelmében testvércsoportjuk a ParaHoxozoa klád (ugyancsak némi bizonytalansággal).

## Megjelenésük, felépítésük
Szabálytalan korong alakú, lapos testének átmérője nagyjából fél milliméter széles, vastagsága 25 mikrométer körüli. Színtelenségük és rendkívüli vékonyságuk miatt átlátszóak, ezért szabad szemmel általában nem vesszük észre őket.
Aszimmetrikus, teljesen szabálytalan alakú testük mindössze néhány ezer sejtből áll. Sejtjeik funkció és felépítés szerint négyfélék: dorzális, illetve ventrális csillós epitheliális sejtek (hámsejtek), ventrális mirigysejtek és központi szincitiális sejtek.
Alakjukat változtatva, amőboid mozgással haladnak, és ebben csillós sejtjeik is segítik őket.

## Fordítás
- Ez a szócikk részben vagy egészben  a   Trichoplax című angol Wikipédia-szócikk fordításán alapul.  Az eredeti cikk szerkesztőit annak laptörténete sorolja fel. Ez a jelzés csupán a megfogalmazás eredetét és a szerzői jogokat jelzi, nem szolgál a cikkben szereplő információk forrásmegjelöléseként.